# Anna Rubley
Anna Rubley (* vor 1989 in Colorado Springs, Colorado) ist eine US-amerikanische Schauspielerin.

## Leben
Rubley hat fünf Geschwister und ist die Tochter einer Opernsängerin. Ihre jüngere Schwester Thea Rubley ist ebenfalls Schauspielerin. Von 2006 bis 2010 machte sie an der University of Southern California ihren Bachelor of Fine Arts in Schauspiel. Von 2010 bis 2012 gehörte sie zur Improvisationstheatergruppe Upright Citizens Brigade.
Erste schauspielerische Erfahrungen sammelte sie 2008 durch ihr Mitwirken in dem Kurzfilm The Gray Area. Nach Episodenrollen in Awkward Universe und Criminal Minds übernahm sie 2013 in der Fernsehserie FML eine Nebenrolle in insgesamt sieben Episoden. Im gleichen Jahr war sie in insgesamt sieben Episoden der Fernsehserie Edge of Normal zu sehen. 2015 hatte sie eine Episodenrolle in der Fernsehserie Review, 2017 hatte sie eine Episodenrolle in der Fernsehserie Your Pretty Face Is Going to Hell. 2019 war sie im Spielfilm Man Camp an der Seite ihrer Schwester Thea zu sehen.

## Filmografie
- 2008: The Gray Area (Kurzfilm)
- 2011: Awkward Universe (Fernsehserie, Episode 1x12)
- 2012: Criminal Minds (Fernsehserie, Episode 7x21)
- 2013: FML (Fernsehserie, 7 Episoden)
- 2013: Have a Slutty Halloween! (Kurzfilm)
- 2013: Edge of Normal
- 2014–2015: Funsplosion (Fernsehserie, 4 Episoden, verschiedene Rollen)
- 2015: Review (Fernsehserie, Episode 2x04)
- 2016: When You’re the Ugliest One of your Squad (Kurzfilm)
- 2017: Your Pretty Face Is Going to Hell (Fernsehserie, Episode 3x09)
- 2018: Mo Funny, Mo Laughs (Fernsehserie, Episode 1x05)
- 2019: Man Camp